# Liviu Bonchiş
Liviu Bonchiș (1970. január 5. –) román labdarúgó.

## Klubcsapatokban
Romániai klubjai a  Vagonul Arad és az Olimpia Salonta  voltak, Magyarországon először a Budafoki LC-ben játszott.
Ezután Szombathelyen szerepelt, első NB I-es mérkőzését 1996. szeptember 6-án játszotta, egy BVSC ellen 2–1-re megnyert bajnoki találkozón. Szombathelyről 1999 nyarán igazolt a ZTE-hez, ahol 2001-2002-ben bajnokságot nyert. 2002 nyarán a Bük csapatához távozott. 2003 júniusában az LFC Haladás-Bük mérkőzésen eltörte Árki Gábor síp- és szárkapocscsontját is, amiért a Fegyelmi Bizottság az FSZ 25. paragrafusa alapján 2003. december 7-éig eltiltotta a játéktól.
2004 telén a Budapest Honvéd csapatához igazolt, de nyáron már távozott is.

## Sikerei, díjai
- Magyar bajnok: 2001–2002 ZTE
- NB II-es bajnok: 2004 Budapest-Honvéd
- Magyar kupa döntős: 2004 FTC - Budapest Honvéd